# Beeld en Geluid Award
De Beeld en Geluid Award was een Nederlandse televisievakprijs die werd toegekend aan Nederlandse televisieprogramma's, en acteurs en actrices. Daarnaast was er ook een persoonlijkheidsprijs en een oeuvreprijs. De prijzen werden sinds 2007 uitgereikt door het Nederlands Instituut voor Beeld en Geluid. De prijs was een voortzetting van de Gouden Beelden, die tussen 1996 en 2006 werden uitgereikt.
Beeld en Geluid besloot in 2012 te stoppen met de Beeld en Geluid Awards, vanwege problemen met de financiering ervan en werden in 2013 opgevolgd door De tv-beelden.

## Winnaars

### 2007
| Winnaar                                         | Categorie             | Omroep |
| ----------------------------------------------- | --------------------- | ------ |
| De Mike & Thomas Show                           | Amusement             | VARA   |
| Raak me waar ik voelen kan                      | Cultuur               | -      |
| 't Schaep met de 5 pooten                       | Fictie                | KRO    |
| Beperkt houdbaar van Sunny Bergman              | Informatie            | VPRO   |
| De taxi van Palemu                              | Jeugd                 | VPRO   |
| Kassa                                           | UPC Multimedia Award  | VARA   |
| Pierre Bokma (in 't Schaep met de 5 pooten)     | Fictie, beste acteur  | KRO    |
| Georgina Verbaan (in 't Schaep met de 5 pooten) | Fictie, beste actrice | KRO    |
| Matthijs van Nieuwkerk                          | Tv-persoonlijkheid    |        |
| Koos Postema                                    | Oeuvre Award          | -      |

### 2008
Op maandag 26 januari 2009 vond de uitreiking van de Beeld en Geluid Awards 2008 plaats. De nominaties voor het seizoen oktober 2007 – oktober 2008 waren op 2 december 2008 al bekendgemaakt, net als de winnaar van de oeuvreprijs.
| Winnaar                                                                 | Categorie                 | Omroep |
| ----------------------------------------------------------------------- | ------------------------- | ------ |
| Ik hou van Holland                                                      | Amusement Showprogramma's | RTL 4  |
| Het mooiste meisje van de klas                                          | Amusement                 | TROS   |
| Als we het zouden weten                                                 | Cultuur                   | HUMAN  |
| Gooische Vrouwen 3                                                      | Fictie                    | RTL 4  |
| Peter R. de Vries, misdaadverslaggever, Oplossing zaak Natalee Holloway | Informatie                | SBS6   |
| Danny's Parade                                                          | Jeugd                     | NPS    |
| www.spangas.nl                                                          | Multimedia                | NCRV   |
| Theo Maassen in TBS                                                     | Fictie, beste acteur      | BNN    |
| Annet Malherbe in Gooische Vrouwen 3                                    | Fictie, beste actrice     | RTL 4  |
| Peter R. de Vries                                                       | Tv-persoonlijkheid        | SBS6   |
| Mart Smeets                                                             | Oeuvre Award              | -      |

### 2009[4][5]
| Winnaar                                                 | Categorie                       | Omroep   |
| ------------------------------------------------------- | ------------------------------- | -------- |
| Het nieuwe Rijksmuseum deel 1 en 2, Het uur van de Wolf | Cultuur                         | NPS      |
| Vieze ziekenhuizen, Zembla                              | Informatie                      | VARA/NPS |
| Buitenechtelijke liefjes, Brieven uit Nicaragua serie 2 | Jeugd                           | VPRO     |
| 101Barz                                                 | Multimedia                      | BNN      |
| De TV Kantine, Compilatie                               | Amusement                       | RTL 4    |
| X Factor Finale                                         | Amusement showprogramma's       | RTL 4    |
| 't Vrije Schaep, Ik doe wat ik doe                      | Fictie                          | KRO      |
| Mark Rietman in Vuurzee                                 | Beste acteur                    | VARA     |
| Carine Crutzen in Vuurzee                               | Beste actrice                   | VARA     |
| Marc-Marie Huijbregts                                   | Tv-persoonlijkheid van het jaar | -        |
| Ad van Liempt                                           | Oeuvre Award                    | -        |

### 2010
| Winnaar                                         | Categorie                 | Omroep   |
| ----------------------------------------------- | ------------------------- | -------- |
| André van Duin                                  | Oeuvre Award              | -        |
| Johnny de Mol                                   | Tv-persoonlijkheid        | Veronica |
| Annie M.G.                                      | Fictie                    | NTR/VARA |
| Foute Vrienden                                  | Cultuur                   | NTR      |
| Daan Schuurmans                                 | Beste acteur              | -        |
| Monic Hendrickx (Penoza)                        | Beste actrice             | -        |
| Het Gouden Televizier-Ring Gala 2009            | Amusement showprogramma's | AVRO     |
| Toren C                                         | Amusement                 | VPRO     |
| Het tweede scherm                               | Multimedia                | NOS      |
| 13 in de oorlog                                 | Jeugd                     | NTR      |
| De Oorlog: Hoe de joden uit Nederland verdwenen | Informatie                | NTR      |

### 2011
| Winnaar                                                        | Categorie      | Omroep        |
| -------------------------------------------------------------- | -------------- | ------------- |
| Ireen van Ditshuyzen                                           | Oeuvre Award   | -             |
| A'dam - E.V.A.                                                 | Fictie         | VARA/NTR/VPRO |
| Het Uur van de Wolf - Janine                                   | Cultuur        | NTR           |
| Joop Keesmaat (Den Uyl en de affaire Lockheed)                 | Beste acteur   | VARA          |
| Catherine ten Bruggencate (Den Uyl en de affaire Lockheed)     | Beste actrice  | VARA          |
| X Factor                                                       | Amusement show | RTL 4         |
| The voice of Holland The Blind Auditions                       | Amusement      | RTL 4         |
| The voice of Holland                                           | Multimedia     | RTL 4         |
| Sien van Sellingen - Het Kapsel                                | Jeugd          | KRO           |
| 9/11 De dag die de wereld veranderde - toestemming om te vuren | Informatie     | VARA/VPRO     |